# Валера, Херман
Херман Валера Карабинаите (исп. Germán Valera Karabinaite; родился 16 марта 2002) — испанский футболист, вингер клуба «Эльче».

## Клубная карьера
Валера является воспитанником футбольной академии «Вильярреала». В 2018 году стал игроком «Атлетико Мадрид».
В основном составе «матрасников» Валера дебютировал 4 января 2020 года в матче испанской Ла Лиги против «Леванте», выйдя на замену Жуану Феликсу.
1 февраля 2021 года Валера продлил свой контракт с «Атлетико» на пять лет и перешёл на правах аренды в «Тенерифе», выступающей в Сегунде, до конца сезона. Впоследствии играл на правах аренды за «Реал Сосьедад», «Андорру» и «Реал Сарагосу».
30 августа 2024 года Валера в статусе свободного агента присоединился к «Валенсии».

## Карьера в сборной
Выступал за сборные Испании до 16, до 17 и до 18 лет. В 2019 году был капитаном сборной Испании до 17 лет на юношеском чемпионате Европы в Ирландии и юношеском чемпионате мира в Бразилии.